# Étienne Drioton
Étienne Drioton (Nancy, 21 de noviembre de 1889 - París, 17 de enero de 1961) fue un clérigo y egiptólogo francés, considerado uno de los más notables de todos los tiempos. Fue director general de Antigüedades de Egipto (1936-53), Director del CNRS y Conservador Jefe del Museo del Louvre (1952-61).

## Vida
Driton se distinguió por su brillantez mientras estudiaba en el Liceo Saint-Sigisbert. En 1905 ingresó en el Seminario de Nancy, ordenándose sacerdote en 1912. 
Marchó a Roma para continuar sus estudios y especializarse. Obtuvo el doctorado en Filosofía de la Academia de Santo Tomás, y el de Teología por la Pontificia Universidad Gregoriana. En 1914 se graduó en estudios bíblicos por la Pontificia Comisión Bíblica del Vaticano, y en 1918 en egipcio y copto por la Escuela Libre de Lenguas Orientales del Instituto Católico de París. En 1919 obtuvo plaza como profesor de filología egipcia y lengua copta de Egipto en este último. En 1926 fue nombrado adjunto de Charles Boreux en el Louvre, y en 1929 fue puesto al cargo de la epigrafía en el Instituto Francés.
Participó en las excavaciones de Medamud, y en 1936, fue nombrado por el gobierno egipcio Director de Antigüedades de Egipto, en sustitución de Pierre Lacau, cargo que ocuparía durante dieciséis años, junto con la plaza de profesor en el Instituto de Egiptología de la Universidad Fuad I en El Cairo. En 1945, su rápida intervención logró rescatar del mercado negro de antigüedades los Manuscritos de Nag Hammadi.
De vuelta a Francia, en 1952, fue nombrado conservador jefe del Museo del Louvre y Director del CNRS, y en 1957, profesor en el Colegio de Francia. A su muerte en 1961, la Biblioteca de Estrasburgo compró sus libros, formando el Fondo Drioton. 
Recibió la Legión de Honor francesa y diversas condecoraciones egipcias e iraníes. La ciudad de Nancy le rindió homenaje en 2007 colocando una placa en su casa natal.

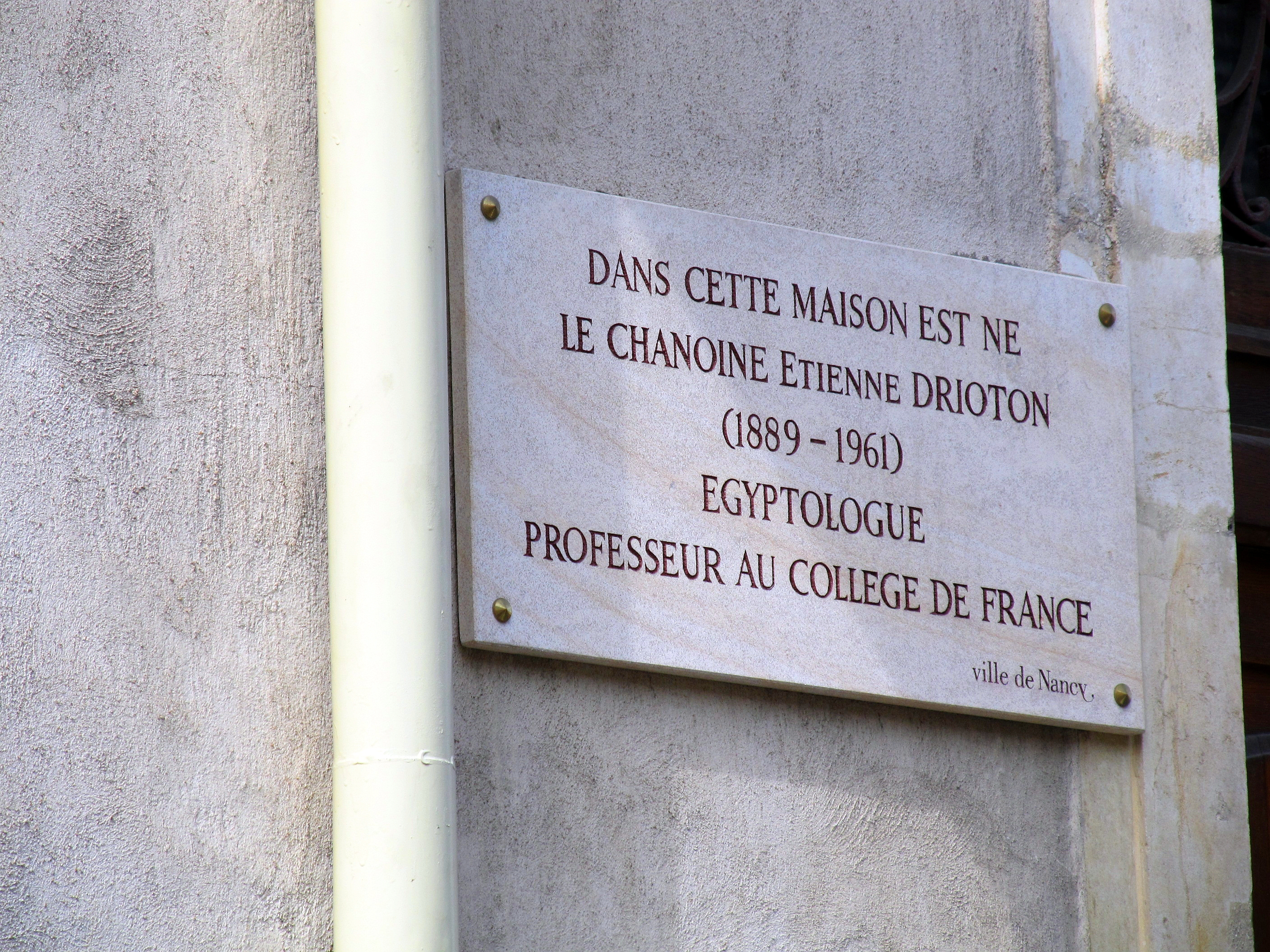
Placa conmemorativa en su casa natal.

## Obras
- Cours de grammaire égyptienne (1922).
- Ce que l’on sait du théâtre égyptien (Éditions de la Revue du Caire), El Cairo, 1925.
- Drioton, & Vandier, Les Peuples de l'Orient Méditerranéen : l'Égypte, París, 1938.
- Le Musée Égyptien. Souvenir de la visite de Son Altesse Impériale le Prince Héritier d’Iran (Service des Antiquités de l’Égypte), El Cairo, 1939.
- Visite à Thèbes. Souvenir de la visite de Son Altesse Impériale le Prince Héritier d’Iran (Service des Antiquités de l’Égypte), El Cairo, 1939.
- Con Lauer, Jean-Philippe, “The monuments of Zoser: Sakkarah,”  (Instituto Francés de Arqueología Oriental), El Cairo, 1939.
- Croyances et coutumes funéraires de l’ancienne Égypte, El Cairo, 1943.
- Les fêtes égyptiennes (Éditions de la Revue du Caire), El Cairo, 1944.
- Le jugement des âmes dans l’ancienne Égypte (Revue du Caire),  El Cairo, 1949.
- “Egyptian Art,” Golden Griffin Books, 1951.
- L’Égypte (Les peuples de l’Orient méditerranéen II), Presses Universitaires de France, 1952.
- L'Égypte pharaonique, 1959.